# Glena umatillaria
Glena umatillaria är en fjärilsart som beskrevs av John Kern Strecker 1899. Glena umatillaria ingår i släktet Glena och familjen mätare. Inga underarter finns listade i Catalogue of Life.